# János Rétey
János Rétey (* 4. Februar 1934 in Szeged; † 10. August 2022) war ein aus Ungarn stammender deutscher Biochemiker und Hochschullehrer.

## Leben
Rétey wuchs als Sohn von Klara und Imre Rétey, einem Offizier, in Budapest auf. Die Familie wurde 1951 als Staatsfeinde durch das kommunistische Regime für zwei Jahre nach Kardoskút deportiert. Nach der Rückkehr konnte Rétey 1954 das Gymnasium abschließen. Der Besuch der technischen Hochschule wurde ihm nicht erlaubt; stattdessen wurde er für die Gärtnerschule in Buda zugelassen. 1956 schloss er sich mit anderen Studenten dem Ungarischen Volksaufstand an und konnte nach einer vorübergehenden Inhaftierung durch russische Soldaten im November 1956 nach Österreich fliehen. Rétey studierte an der ETH Zürich Chemie und promovierte 1963 bei dem späteren Nobelpreisträger Vladimir Prelog. Es folgte ein zweijähriger Postdoc-Aufenthalt bei dem Nobelpreisträger Feodor Lynen am Max-Planck-Institut für Biochemie in München. Anschließend kehrte er an die ETH zurück und forschte mit Duilio Arigoni über die Stereospezifität und den Mechanismus enzymatischer Reaktionen. Ab 1968 war Rétey Oberassistent an der ETH Zürich, bis er 1972 an den Lehrstuhl für Biochemie an der Universität Karlsruhe berufen wurde. Rétey wurde 2002 emeritiert.
Rétey ist Mitglied der Schweizerischen Chemischen Gesellschaft, der Gesellschaft Deutscher Chemiker, der Gesellschaft für Biochemie und Molekularbiologie und der Royal Society of Chemistry. Er war Redaktionsbeirat der Zeitschriften European Journal of Biochemistry (1980), Bioorganic Chemistry (1984), Biofactors (1988), Archives of Biochemistry and Biophysics (1994) und Current Opinion in Bioorganic Chemistry (1997).

## Wissenschaftliches Werk
Der Forschungsschwerpunkt Réteys lag auf der Stereospezifität und dem Mechanismus von chemisch ungewöhnlichen enzymatischen Reaktionen. Dazu gehören die durch das Coenzym B12 katalysierten Umlagerungen, die Eliminierung von Ammoniak aus α-Aminosäuren, Untersuchungen zur Angiogenese, die Transhydroxylierung in Polyphenolen, die Lipidierung von Signalproteinen sowie Enzyme und Modelle für die Erzeugung von Radikalen, die 1,2-Umlagerungen eingehen.

## Auszeichnungen
- 1971 Alfred-Werner-Preis der Schweizerischen Chemischen Gesellschaft.[10]